# NGC 4464
NGC 4464 is een spiraalvormig sterrenstelsel in het sterrenbeeld Maagd. Het hemelobject werd op 28 december 1785 ontdekt door de Duits-Britse astronoom William Herschel.

## Synoniemen
- UGC 7619
- MCG 1-32-78
- ZWG 42.128
- VCC 1178
- PGC 41148